# Boğazkale (district)
Boğazkale is een Turks district in de provincie Çorum en telt 5.696 inwoners (2007). Het district heeft een oppervlakte van 310,5 km². Hoofdplaats is Boğazkale. De burgemeester is Mesut Ocakli. 
De bevolkingsontwikkeling van het district is weergegeven in onderstaande tabel.
| 1997  | 2000  | 2007  |
| ----- | ----- | ----- |
| 9.369 | 8.190 | 5.696 |